# Hypobathrum glaberrimum
Hypobathrum glaberrimum là một loài thực vật có hoa trong họ Thiến thảo. Loài này được Mulyan. & Ridsdale mô tả khoa học đầu tiên năm 2002.